# LeBoeuf, Lamb, Greene & MacRae LLP
«LeBoeuf, Lamb, Greene & MacRae LLP» (читается ЛеБоф, Лам, Грин и МакРей ЛЛП) — международная юридическая фирма, с 1 октября 2007 года слилась с фирмой Dewey Ballantine и стала называться фирмой «Дьюи энд ЛеБоф ЛЛП», обанкротившейся в 2012 году.

## Описание
В офисах «ЛеБоф, Лам, Грин и МакРей» по всему миру работало более 650 юристов. Головной офис фирмы находился в Нью-Йорке (США). Основанная в 1929 году, фирма «ЛеБоф Лам» вела практику в большинстве отраслей и получила известность в США представлением интересов регулируемых государством компаний, особенно в страховании и энергетике.
До 1994 года фирма называлась «ЛеБоф, Лам, Либи и МакРей» (англ. LeBoeuf, Lamb, Lieby & MacRae, LLP).
1 октября 2007 года произошло слияние юридических фирм «Dewey Ballantine LLP» и «LeBoeuf, Lamb, Greene & MacRae LLP». Объединённая фирма получила название — «Дьюи энд ЛеБоф ЛЛП» («Dewey & LeBoeuf LLP»).
Офисы фирмы находились:
- в США — в Бостоне, Вашингтоне, Джексонвиле, Лос-Анджелесе, Нью-Йорке, Олбани, Питтсбурге, Сан-Франциско, Хартфорде, Хьюстоне, Чикаго;
- в Европе — в Брюсселе, Лондоне, Москве, Париже;
- в Азии — в Алма-Ате, Пекине, Эр-Рияде (аффилированный офис);
- в Африке — в Йоханнесбурге.

Фирма открыла офис в Москве в 1990 году.
Офисы в Денвере и Ньюарке были закрыты соответственно в 2003 году и 2004 году. В 2005 году был закрыт офис в Бишкеке.